# Johan Christian Josef, pfalzgreve af Pfalz-Sulzbach
Johan Christian Josef af Pfalz-Sulzbach (tysk: Johann Christian Joseph, hollandsk: Johan Christiaan van Palts-Sulzbach) (født 23. januar 1700 i Sulzbach, død 20. juli 1733 i Sulzbach) var pfalzgreve og hertug af Pfalz-Sulzbach i 1732–1733. Fra 1728 var han også prinsregent (markgreve (hollandsk: markies)) af (Bergen op Zoom).

## Familie
Johan Christian var gift to gange. I sit første ægteskab blev han far til Karl Theodor (1724–1799), der blev kurfyrste af Pfalz i 1742, og som blev kurfyrste af Bayern i 1777. 

## Forfædre
Johan Christian tilhørte den ældre (pfalziske) linje af  Huset Wittelsbach, og han var tiptipoldesøn af Wolfgang af Pfalz-Zweibrücken (1526–1569).  